# Lijst van beschermd onroerend erfgoed in Koekelberg
Een overzicht van het beschermde onroerend erfgoed in Koekelberg. Het beschermd onroerend erfgoed maakt deel uit van het cultureel erfgoed in België.
| Object                                   | Datum beschermd? | Bouwjaar/architect   | Stijl       | Typologie | Adres                                                     | Coördinaten | Id-nummer?  | Afbeelding                               |
| ---------------------------------------- | ---------------- | -------------------- | ----------- | --------- | --------------------------------------------------------- | ----------- | ----------- | ---------------------------------------- |
| Voormalige meisjesschool                 | 25/09/2008       | 1907 Henri JACOBS    | Art nouveau | School    | HERKOLIERSSTRAAT 35 - 37                                  |             | 2146-0013/0 | Voormalige meisjesschool                 |
| Eigen woning van de architect F. Lefever | 23/02/2006       | 1913 Fernand LEFEVER | Art nouveau | Huis      | PANTHEONLAAN 59                                           |             | 2146-0012/0 | Eigen woning van de architect F. Lefever |
| Elisabethpark                            | 08/11/1972       |                      |             | Park      | ELISABETHPARK 0 , PANTHEONLAAN 0 , EMILE BOSSAERTLAAN 0 , |             | 2146-0001/0 | Elisabethpark                            |